# Dag Blanck
Dag Anton Blanck, född den 18 december 1956 i Uddevalla, Västra Götaland, är en svensk professor i nordamerikastudier och föreståndare för Svenska institutet för Nordamerikastudier (SINAS) vid Uppsala universitet.

## Biografi
Efter studentexamen 1975 vid Rudbecksskolan i Sollentuna avlade han BA-examen vid Augustana College, Rock Island, Illinois, USA 1978 och studerade därefter vid University of Minnesota. Han blev fil. kand. vid Stockholms universitet 1985 samt filosofie doktor 1998 med avhandlingen Becoming Swedish-American. The construction of an ethnic identity in the Augustana Synod, 1860-1917. Därefter blev han docent i historia 2005 vid Uppsala universitet. År 2016 utnämndes han till professor i nordamerikastudier vid Uppsala universitet. Han är sedan 1985 föreståndare för arkivet och forskningsinstitutet Swenson Swedish Immigration Research Center vid Augustana College.
Blancks forskning rör framförallt svensk-amerikanska relationer. Han har studerat massemigrationen till USA och hur en svensk-amerikansk etnisk identitet konstruerades runt sekelskiftet 1900 och kom att påverka det amerikanska samhället. Men han har också ägnat sig åt det omvända förhållandet: hur Sverige har påverkats av och förhållit sig till USA, bland annat genom den så kallade amerikaniseringen. Han betonar att migration och modernitet spelar stor roll för att förstå de svensk-amerikanska relationerna 
2016 invaldes Dag Blanck som ledamot i filologiska avdelningen av Kungliga Humanistiska Vetenskapssamfundet i Uppsala.

### Familj
Dag Blanck är son till Herman Blanck och Tania Blanck född Gullers. Han är sonson till professor Anton Blanck.